# Budakovo (samhälle)
Budakovo (serbiska: Будаково, albanska: Budakovë, Butakovë) är ett samhälle i Kosovo. Det ligger i den södra delen av landet, 40 km sydväst om huvudstaden Priština. Budakovo ligger 846 meter över havet och antalet invånare är 1 576.
Terrängen runt Budakovo är huvudsakligen kuperad, men söderut är den bergig. Runt Budakovo är det ganska tätbefolkat, med 222 invånare per kvadratkilometer. Närmaste större samhälle är Suva Reka, 8,2 km väster om Budakovo. Omgivningarna runt Budakovo är en mosaik av jordbruksmark och naturlig växtlighet.